# Pařížské dělo

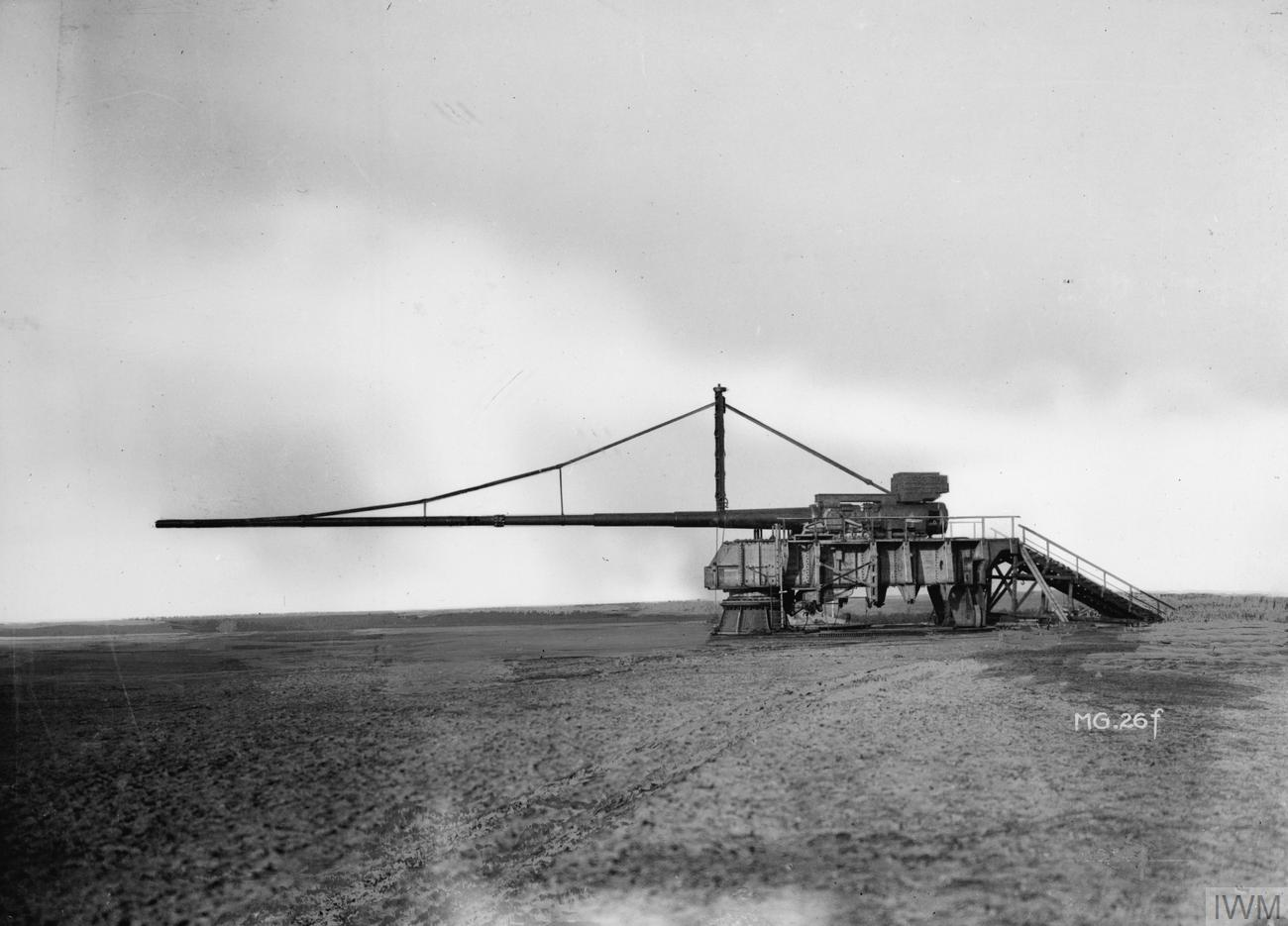
Pařížské dělo (pravděpodobně rok 1917, střelnice Altenwalde, Dolní Sasko)

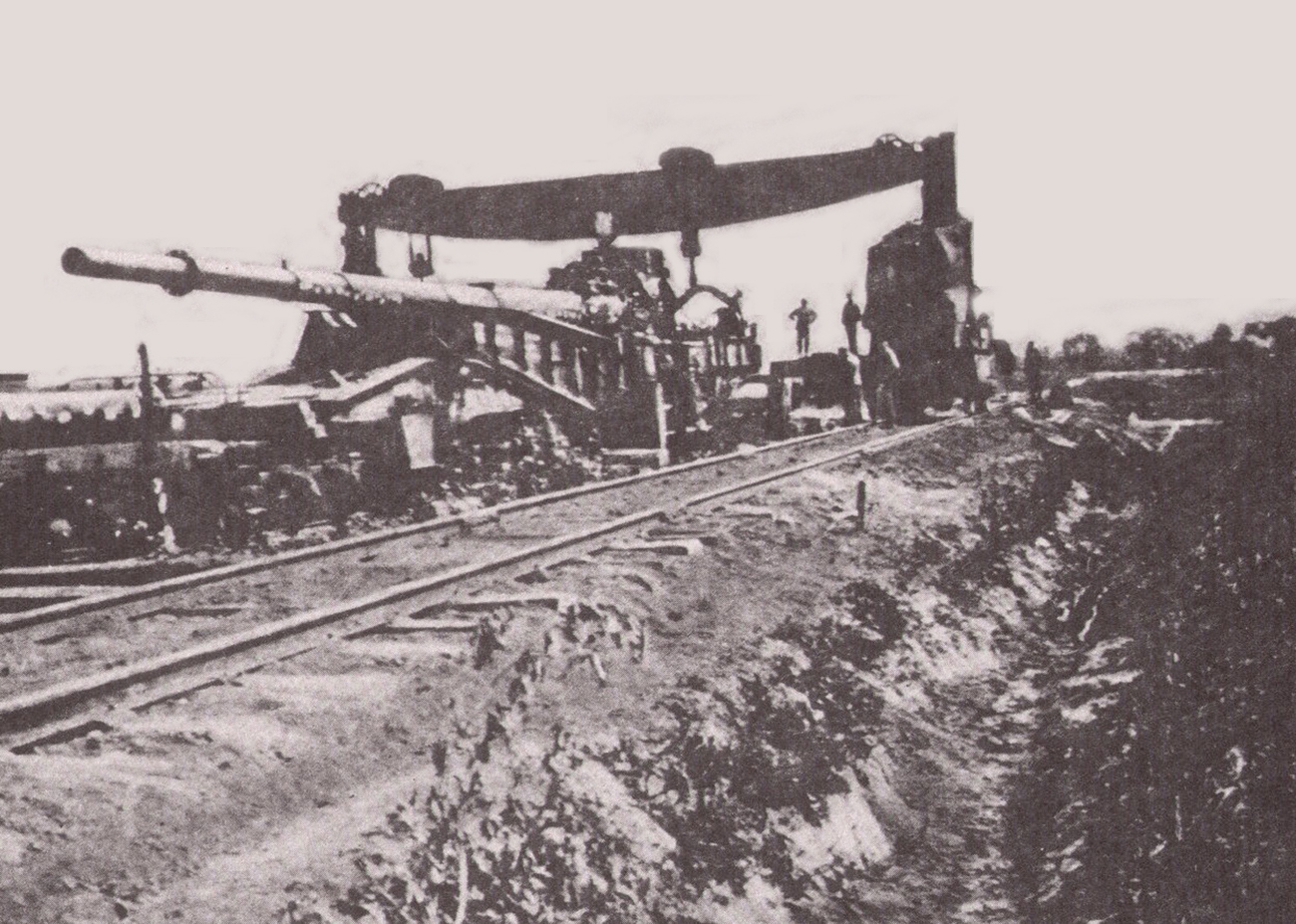
Montáž Pařížského děla

Pařížské dělo či Pařížanka (německy Paris-Geschütz, anglicky Paris Gun) bylo dalekonosné obléhací dělo, jež během 1. světové války použili Němci k ostřelování Paříže ze svých bojových linií.
Oficiální název děla zněl Kaiser Wilhelm Geschütz neboli dělo císaře Viléma II. Pruského. Tento na svou dobu nevídaný kanon byl vyroben v Kruppových závodech v Essenu. Německá armáda jej používala v období od března do srpna 1918 k zastrašování obyvatel Paříže. Při jeho prvním nasazení se Pařížané domnívali, že je město bombardováno z nějakého nového typu vzducholodi, neboť nebylo slyšet ani zvuk letícího letounu, ani dělostřeleckého výstřelu.

## Popis
Zbraň navrhl Kruppův dělostřelecký konstruktér, inženýr dr. Fritz Rausenberger. Skládala se z 28 m dlouhé hlavně ráže 210 mm s 6metrovým prodloužením bez vývrtu, jež byla vložena do opotřebené 380milimetrové hlavně děla zvaného Langer Max (Dlouhý Max) uloženého na stacionární lafetě v upraveném a vybetonovaném palebném postavení. Palebné postavení obsahovalo železniční vlečku a mostové jeřáby pro sestavení, zásobování, obsluhu a údržbu děla. Vlastní dělo vážilo 256 tun. Vzhledem k ohromné hmotnosti musela být hlaveň opatřena po celé délce speciální oporou, aby nedošlo k jejímu provisu.
Dělo dokázalo vystřelit 94 kg těžký náboj do vzdálenosti až 130 km, přičemž střela dostoupala až do výše 40 km, což byla největší výška, jíž dosáhl člověkem vytvořený projektil – do doby, než v říjnu 1942 úspěšně vzlétla první německá balistická raketa V-2. Současně šlo též o první člověkem vytvořenou střelu, která dosáhla stratosféry.

### Střelba

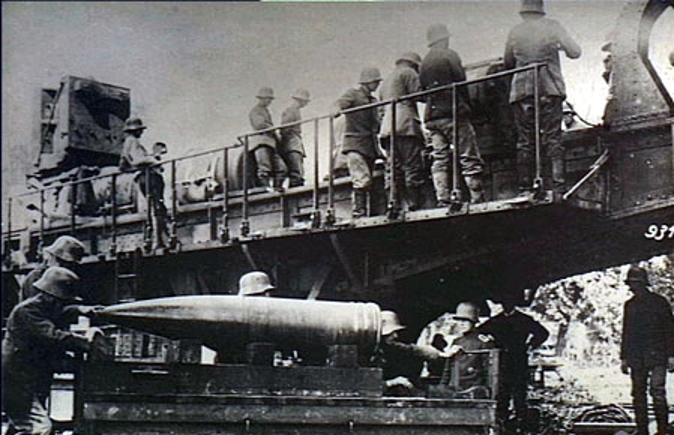
Německá osádka připravuje příbuzné dělo Langer Max (Dlouhý Max) k výstřelu

Na počátku svého 170sekundového letu dosáhl projektil rychlosti 1600 m/s, což mu umožnilo dosáhnout stratosféry, kde na něj působil mnohem menší odpor vzduchu, takže vzrostl jeho dolet. Vzhledem k dostřelu kanonu bylo třeba brát v úvahu i zakřivení zemského povrchu a Coriolisovu sílu.
Extrémní mechanické a tepelné poměry (tlak téměř 500 MPa, teplota až 2000 °C) v hlavni vedly k rychlému opotřebovávání jejího vývrtu. Každá hlaveň snesla jen 65 výstřelů a poté musela být odeslána zpět do Kruppových závodů, kde byla převrtána na ráži 224 mm a pak ještě jednou na 238 mm. Pro každou sérii výstřelů tedy musely být použity specifické náboje. Jednotlivé náboje proto byly číslovány, aby nedošlo k záměně. Převrtáním byl zvětšen vnitřní objem hlavně, což vedlo ke snížení tlaku při výstřelu a tudíž ke snížení dostřelu. Proto bylo nutno palebné postavení vždy přemístit blíže k cíli.
Základem pro Pařížské dělo byl již zmíněný Dlouhý Max, který byl původně zamýšlen jako námořní dělo, proto bylo k jeho obsluze zapotřebí 80 námořníků císařského loďstva, jimž velel admirál. V blízkosti děla bylo rozmístěno několik dělostřeleckých baterií, jejichž úkolem bylo vytvářet hlukovou clonu, aby nedošlo k prozrazení jeho pozice.

## Bojové nasazení
Celkem byly vyrobeny tři kusy těchto děl. První byl použit od 20. listopadu 1917 pro testovací účely v Altenwalde u Cuxhavenu, další dva pak od března do srpna 1918 z několika pozic v departementu Aisne:
- Crépy v departementu Aisne – od března do května z lesa Saint-Gobain.
- Beaumont-en-Beine v departementu Aisne – od 27. května do 11. června a znovu 9. srpna 1918 (vypáleno pouze 64 výstřelů)
- Bruyères-sur-Fère v departementu Aisne – 16. a 17. července.
- Během druhé bitvy na Marně Němci dělo evakuovali, aby nepadlo do rukou Spojenců.

První střela ze vzdálenosti cca 120 km dopadla na Paříž 21. března 1918 v 7.18. Jak již bylo řečeno, Pařížané se domnívali, že jde o bombardování ze vzducholodi. Pravda vyšla najevo teprve, když bylo posbíráno dostatečné množství střepin. Netrvalo dlouho a francouzský letecký průzkum odhalil pozici děla. Pro obranu prostoru rozmístění děla byl přidělen pěší prapor a deset leteckých jednotek.
Celkově bylo na Paříž vypáleno 320 až 367 střel s frekvencí asi 20 výstřelů za den. Střely zabily 250 lidí, zranily jich 620 a způsobily značné škody na majetku. Nejhorším dnem byl 29. březen 1918, kdy jedna ze střel dopadla na střechu kostela Gervásia a Protásia, v němž se právě konaly velkopáteční obřady. Zřícená střecha zabila 88 lidí a 68 jich zranila.
Vzhledem k postupu spojeneckých vojsk byla děla v srpnu 1918 odvezena zpět do Německa, kde byla ke konci války sešrotována a výrobní dokumentace zničena.
Pařížské dělo bývá mnohdy zaměňováno za supertěžkou houfnici zvanou Tlustá Berta, s níž Němci v roce 1914 ostřelovali belgický Lutych.